# Van Dijk Educatie
Van Dijk Educatie is een Nederlands bedrijf dat gespecialiseerd is in het op grote schaal leveren van schoolspullen, met name boeken.

## Geschiedenis
De geschiedenis van het bedrijf gaat terug tot 1937, toen de VU-student W.C. van Dijk in de binnenstad van Kampen een winkel opende waar hij zich toelegde op de in- en verkoop van tweedehands schoolboeken. Sinds 1984 werden er ook boeken verhuurd. Vanaf 1965 mocht Van Dijk ook nieuwe boeken verkopen. Tot dan toe was de markt streng gereguleerd en mochten alleen erkende boekhandels nieuwe boeken distribueren.
Onderwijskundige vernieuwingen als de Mammoetwet in 1968 en het studiehuis in 1998 zorgden er voor dat er veel nieuwe boeken op de markt verschenen. Dat gaf een extra stimulans aan de boekenverkoop. In de loop van de tijd groeide Van Dijk uit tot de grootste verkoper van schoolboeken. Zij nam ruim twintig andere bedrijven over. Als het gaat om het voortgezet onderwijs is Iddink uit Ede de grootste concurrent. Van Dijk legt zich steeds meer neer op digitale diensten. In 2016 werden 16,5 miljoen leermiddelen verkocht, waaronder 3.5 miljoen digitale licenties.
Van Dijk was lange tijd een familiebedrijf in handen van de nazaten van de oprichter. In 1992 werd Van Dijk opgekocht door de families De Bruijn en Van der Wind. Hans van der Wind trad dat jaar aan als bestuursvoorzitter. In december 2016 werd het bedrijf gekocht door de Brits-Amerikaanse investeringsmaatschappij Towerbrook, waarvan George Soros een van de grootste kapitaalverstrekkers is. Towerbrook betaalde naar verluidt 300 miljoen euro.
Van Dijk heeft vestigingen in Kampen en Emmen. In 2017 kwam het bedrijf in het nieuws omdat de levering van boeken veel vertraging opleverde.